# Pierścień ilorazowy
Pierścień ilorazowy – pierścień zdefiniowany na klasach abstrakcji w zbiorze elementów wyjściowego pierścienia, w którym  określono pewną relację równoważności elementów względem pewnego ideału tego pierścienia. Pojęcie analogiczne do grupy ilorazowej.

## Definicja formalna
Niech {\displaystyle Q} będzie ideałem pierścienia {\displaystyle S.} Relacja {\displaystyle \mathrm {R} _{Q}\subset S\times S} określona: {\displaystyle a\mathrm {R} _{Q}b\iff a-b\in Q} jest relacją równoważności zgodną z działaniami w pierścieniu {\displaystyle S.} Zbiór ilorazowy {\displaystyle S/\mathrm {R} _{Q}} z określonymi w nim działaniami:
- {\displaystyle [a]+[b]=[a+b],}
- {\displaystyle [a][b]=[ab],}

jest pierścieniem. Pierścień ten oznaczamy przez {\displaystyle S/Q} i nazywamy pierścieniem ilorazowym pierścienia {\displaystyle S} przez ideał {\displaystyle Q.}
Można wykazać, że dowolna relacja {\displaystyle \mathrm {R} \subset S\times S} jest relacją równoważności zgodną z działaniami w pierścieniu {\displaystyle S} wtedy i tylko wtedy, gdy jest identyczna z wyżej określoną relacją {\displaystyle \mathrm {R} _{Q}} dla pewnego ideału {\displaystyle Q.}

## Własności
Niech S będzie dowolnym pierścieniem, zaś Q dowolnym jego ideałem.
- Jeśli S jest przemienny, to S/Q jest przemienny.
- Jeśli S posiada jedynkę, to S/Q posiada jedynkę. Jest nią klasa abstrakcji [1].
- S/Q nie posiada dzielników zera wtedy i tylko wtedy, gdy Q jest ideałem pierwszym.
- Jeżeli S jest pierścieniem z jedynką i S/Q jest pierścieniem z dzieleniem, Q jest ideałem maksymalnym. Jeżeli S jest dodatkowo przemienny prawdziwe jest również twierdzenie odwrotne (S/Q jest ciałem wtedy i tylko wtedy gdy Q jest ideałem maksymalnym)